# 648 هـ
648 هـ هي سنة في التقويم الهجري امتدت مقابلةً في التقويم الميلادي بيْن سنتي 1250 و1251.

## مواليد
- ابن المطهر الحلي

## وفيات
- عبد الملك بن عبد السلام اللمغاني - عالم وفقيه بغدادي.